# Leader dell'opposizione (Portogallo)
Il Leader dell'opposizione, in Portogallo, è il politico che, almeno in teoria, guida l'opposizione parlamentare all'Assemblea della Repubblica. L'attuale leader è Rui Rio, del Partito Social Democratico.
Per convenzione, il leader dell'opposizione è il leader del più grande partito di opposizione. Storicamente, il Partito Social Democratico e il Partito Socialista lo sono stati quasi sempre.
Il leader dell'opposizione non ha un ampio ruolo ufficiale, poiché la maggior parte delle funzioni della carica sono onorarie, cerimoniali e nominali. Lui o lei è sempre visto come l'alternativa al governo in carica.

## Funzione
Poiché il suo lavoro si basa principalmente su costumi e convenzioni, il leader dell'opposizione ha un piccolo ruolo ufficiale, sebbene sia legalmente, onorevolmente e nominalmente riconosciuto. La legge 40/2006, che stabilisce l'ordine di precedenza nel protocollo di Stato portoghese negli atti ufficiali generali, pone il leader dell'opposizione all'ottavo posto nell'ordine di precedenza nel protocollo di stato portoghese, dietro solo al Presidente della Repubblica, il Presidente dell'Assemblea della Repubblica, il Primo ministro, i presidenti della Corte suprema e della Corte costituzionale, i presidenti della Corte amministrativa suprema e la Corte dei conti, ex presidenti della Repubblica e ministri del governo in carica.
Anche se il leader dell'opposizione non ha diritto a uno stipendio specifico diverso da quello che potrebbe avere per ricoprire una carica pubblica per proprio conto - come quello di deputato - il titolare della carica generalmente riceve molta più attenzione dai media. Tuttavia, non è necessario che un leader dell'opposizione occupi la carica di deputato nell'Assemblea della Repubblica; Rui Rio, che attualmente guida l'opposizione, ha trascorso i primi due anni in carica senza avere un seggio in parlamento.

## Fine mandato
Il mandato del Leader dell'opposizione termina in caso di nomina alla Presidenza del Consiglio, morte o gravi problemi che gli impediscono di svolgere le sue funzioni.

## Leader dell'opposizione

### Terza Repubblica (1976–presente)
Legenda
     Partito Socialista
     Partito Social Democratico
     Partito Comunista Portoghese
| Leader dell'opposizione (Nascita–Morte) | Leader dell'opposizione (Nascita–Morte)                  | Immagine                                 | Inizio            | Fine              | Primo ministro (mandato) | Primo ministro (mandato)           |
| --------------------------------------- | -------------------------------------------------------- | ---------------------------------------- | ----------------- | ----------------- | ------------------------ | ---------------------------------- |
|                                         | Francisco Manuel Lumbrales de Sá Carneiro (1934–1980)    |                                          | 23 luglio 1976    | 29 gennaio 1978   |                          | Mário Soares (1976-1978)           |
|                                         | António Luciano Pacheco de Sousa Franco (1942–2004)      |                                          | 29 gennaio 1978   | 2 luglio 1978     |                          | Mário Soares (1976-1978)           |
|                                         | José Manuel Menéres Sampaio Pimentel (1928–2014)         |                                          | 2 luglio 1978     | 29 agosto 1978    |                          | Mário Soares (1976-1978)           |
|                                         | Mário Alberto Nobre Lopes Soares (1924–2017)             |                                          | 29 agosto 1978    | 9 giugno 1983     |                          | Alfredo Nobre da Costa (1978)      |
|                                         | Mário Alberto Nobre Lopes Soares (1924–2017)             | Carlos Alberto da Mota Pinto (1978-1979) | 29 agosto 1978    | 9 giugno 1983     |                          |                                    |
|                                         | Mário Alberto Nobre Lopes Soares (1924–2017)             | Maria de Lourdes Pintasilgo (1979-1980)  | 29 agosto 1978    | 9 giugno 1983     |                          |                                    |
|                                         | Mário Alberto Nobre Lopes Soares (1924–2017)             | Francisco Sá Carneiro (1980)             | 29 agosto 1978    | 9 giugno 1983     |                          |                                    |
|                                         | Mário Alberto Nobre Lopes Soares (1924–2017)             | Diogo Freitas do Amaral (1980-1981)      | 29 agosto 1978    | 9 giugno 1983     |                          |                                    |
|                                         | Mário Alberto Nobre Lopes Soares (1924–2017)             | Francisco Pinto Balsemão (1981-1983)     | 29 agosto 1978    | 9 giugno 1983     |                          |                                    |
|                                         | Álvaro Barreirinhas Cunhal (1913–2005)                   |                                          | 9 giugno 1983     | 6 novembre 1985   |                          | Mário Soares (1983-1985)           |
|                                         | António de Almeida Santos (1926–2016)                    |                                          | 6 novembre 1985   | 13 novembre 1985  |                          | Aníbal Cavaco Silva (1985-1995)    |
|                                         | António Cândido Miranda Macedo (1906–1989)               |                                          | 13 novembre 1985  | 29 giugno 1986    |                          | Aníbal Cavaco Silva (1985-1995)    |
|                                         | Vítor Manuel Ribeiro Constâncio (1943–)                  |                                          | 29 giugno 1986    | 6 novembre 1988   |                          | Aníbal Cavaco Silva (1985-1995)    |
|                                         | Jorge Fernando Branco de Sampaio (1939–)                 |                                          | 6 novembre 1988   | 23 febbraio 1992  |                          | Aníbal Cavaco Silva (1985-1995)    |
|                                         | António Manuel de Oliveira Guterres (1949–)              |                                          | 23 febbraio 1992  | 28 ottobre 1995   |                          | Aníbal Cavaco Silva (1985-1995)    |
|                                         | Joaquim Fernando Nogueira (1950–)                        |                                          | 28 ottobre 1995   | 29 marzo 1996     |                          | António Guterres (1995-2002)       |
|                                         | Marcelo Nuno Duarte Rebelo de Sousa (1948–)              |                                          | 29 marzo 1996     | 1º maggio 1999    |                          | António Guterres (1995-2002)       |
|                                         | José Manuel Durão Barroso (1956–)                        |                                          | 1º maggio 1999    | 6 aprile 2002     |                          | António Guterres (1995-2002)       |
|                                         | Eduardo Luís Barreto Ferro Rodrigues (1949–)             |                                          | 6 aprile 2002     | 24 settembre 2004 |                          | José Barroso (2002-2004)           |
|                                         | José Sócrates Carvalho Pinto de Sousa (1957–)            |                                          | 24 settembre 2004 | 12 marzo 2005     |                          | José Barroso (2002-2004)           |
|                                         | Pedro Miguel de Santana Lopes (1956–)                    |                                          | 12 marzo 2005     | 10 aprile 2005    |                          | José Sócrates (2005-2011)          |
|                                         | Luís Manuel Gonçalves Marques Mendes (1957–)             |                                          | 10 aprile 2005    | 28 settembre 2007 |                          | José Sócrates (2005-2011)          |
|                                         | Luís Filipe de Menezes Lopes (1953–)                     |                                          | 28 settembre 2007 | 31 maggio 2008    |                          | José Sócrates (2005-2011)          |
|                                         | Maria Manuela Dias Ferreira Leite (1940–)                |                                          | 31 maggio 2008    | 26 marzo 2010     |                          | José Sócrates (2005-2011)          |
|                                         | Pedro Manuel Mamede Passos Coelho (1964–)                |                                          | 26 marzo 2010     | 21 giugno 2011    |                          | José Sócrates (2005-2011)          |
|                                         | António José Martins Seguro (1962–)                      |                                          | 23 luglio 2011    | 22 novembre 2014  |                          | Pedro Passos Coelho (2011-2015)    |
|                                         | António Luís Santos da Costa (1961–)                     |                                          | 22 novembre 2014  | 26 novembre 2015  |                          | Pedro Passos Coelho (2011-2015)    |
|                                         | Pedro Manuel Mamede Passos Coelho (1964–)                |                                          | 26 novembre 2015  | 18 febbraio 2018  |                          | António Costa (2015-2024)          |
|                                         | Rui Fernando da Silva Rio (1957–)                        |                                          | 18 febbraio 2018  | 3 luglio 2022     |                          | António Costa (2015-2024)          |
|                                         | Luís Filipe Montenegro Cardoso de Morais Esteves (1973–) |                                          | 3 luglio 2022     | 26 marzo 2024     |                          | António Costa (2015-2024)          |
|                                         | Pedro Nuno de Oliveira Santos (1977–)                    |                                          | 26 marzo 2024     | in carica         |                          | Luís Montenegro (2024 - in carica) |